# Певчий дрозд
Певчий дрозд (лат. Turdus philomelos) — небольшая певчая птица из семейства дроздовых, обитающая в Европе, Малой Азии и Сибири.

## Внешний вид
Длина его тела — 210—250 мм, крыло — 113—122 мм, размах крыльев — 340—390 мм, масса — 55—100 г. Верх головы, спины и хвоста шоколадно-коричневый, сероватый. Брюхо белое, чуть охристое по бокам. Грудь желтоватая, она и брюхо усеяны чёткими тёмно бурыми пестринами, уменьшающимися к горлу. Подкрылья рыжеватые. Половой и сезонный диморфизм отсутствует. Молодые окрашены более пёстро и тускло. Его ареал характеризует певчего дрозда как северную, холодоустойчивую птицу. Он активно заселяет северные области Скандинавского полуострова, и многочислен в Восточноевропейской лесотундре, проникая даже в тундру. Певчий дрозд активно расселяется на восток. Но он отсутствует в Южной Европе, на островах Средиземного моря, хотя там присутствуют подходящие для певчих дроздов биотопы.

## Подвиды
Выделяют 4 подвида певчего дрозда, из них один гнездится в Ирландии, другой в Западной Европе, третий — в Сибири, а четвертый - на оставшейся территории ареала, включая Турцию и Кавказ.

## Питание
Питается беспозвоночными. Птенцов певчие дрозды выкармливают различными насекомыми и мелкими червями. Осенью едят различные ягоды и фрукты.

## Места обитания

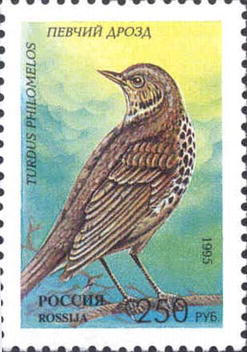
Почтовая марка России

Певчий дрозд заселяет различные типы лесов, и одинаково многочислен и в лиственных лесах, и в тайге. Однако наблюдается тесная связь мест гнездовий певчего дрозда с молодыми еловыми порослями или с можжевельником. Типичными для певчего дрозда являются дубравы, клёновые леса, березняки, сосновые леса, ольхово-берёзовые леса, и, главное, еловые леса. На север он расселяется до берёзового криволесья в Восточной Европе, на Урале — до березняков с примесью ели и пихты. В степь и лесостепь проникает по залесённым речным поймам, встречается в островных лесостепных и степных борах. Певчий дрозд гор не избегает. Ни на Восточно-европейской равнине, ни на Западно-сибирской равнине певчий дрозд нигде не является доминантом. На Восточно-европейской равнине численность певчего дрозда определили в северной тайге — от 1 511 до 3 063 тысяч особей (23 место среди видов птиц этой природной подзоны), в средней тайге — от 3 882 до 7 033 тысяч особей (22 место среди видов птиц этой природной подзоны), в южной тайге — от 5 373 до 7 304 тысяч особей (15 место среди видов птиц этой природной подзоны), в подтайге — от 1 787 до 3 551 тысяч особей (24 место среди видов птиц этой природной подзоны), в широколиственных лесах — от 905 до 1 839 тысяч особей (30 место среди видов птиц этой природной зоны). По всему ареалу певчий дрозд тяготеет к естественным местообитаниям, слабо освоенным человеком. Только в последнее время он стал селиться в городских парках, особенно если в них присутствуют ели. Но в Западной Европе он считается парковой, городской птицей. В России пока это не наблюдается. Он активно осваивает пригородную зону, лесопарки, иногда — даже крупные парки, имеющие связь с лесопарками. Он часто живёт на одной и той же территории с другими дроздами — с рябинником, белобровиком, дерябой, а в Европейской части России с чёрным дроздом. Склонности к синантропности никакой не проявляет. Певчий дрозд наиболее глубоко проникает в большие лесные массивы из всех дроздов Средней полосы России и Среднего Урала, но даже он предпочитает гнездится по окраинам крупных лесных массивов, полянам. На Среднем Урале тяготеет к увлажнённым участкам леса. Мелких островных участков леса в лесной зоне избегает. В агроландшафтах не гнездится, но во время миграций часто кормится на полях.
В Подмосковье, и на юге Ленинградской области певчие дрозды появляются в конце 1 декады апреля, на Среднем Урале — в конце 2 декады апреля, на северо-востоке северо-запада Европейской части России — в середине 3 декады апреля. На пролёте они летят обычно ночью, поодиночке или маленькими, рассеянными стайками. Некоторые птицы поют уже на пролёте, во время коротких остановок на разных участках. К концу 2 декады апреля в Средней полосе России певчие дрозды начинают петь на гнездовых участках.

## Голос
Песня певчего дрозда считается очень красивой. Она размеренная, неторопливая, звонкая, продолжительная, состоит из низких свистов и коротких трелей, почти каждый элемент песни обычно повторяется 2-4 раза. В песне они нередко имитируют некоторые звуки других птиц. Поют обычно сидя на вершинах деревьев, почти всё светлое время суток, но они наиболее активны утром и вечером (но не поздним). Поют много, до конца гнездового периода. В начале июня поют чуть меньше, чем обычно, но вскоре прежняя активность восстанавливается. Петь перестают к середине-концу 1 декады июля.

### В искусстве
Известная песня Владимира Шаинского и Сергея Острового «Дрозды» (1973).

## Гнездование

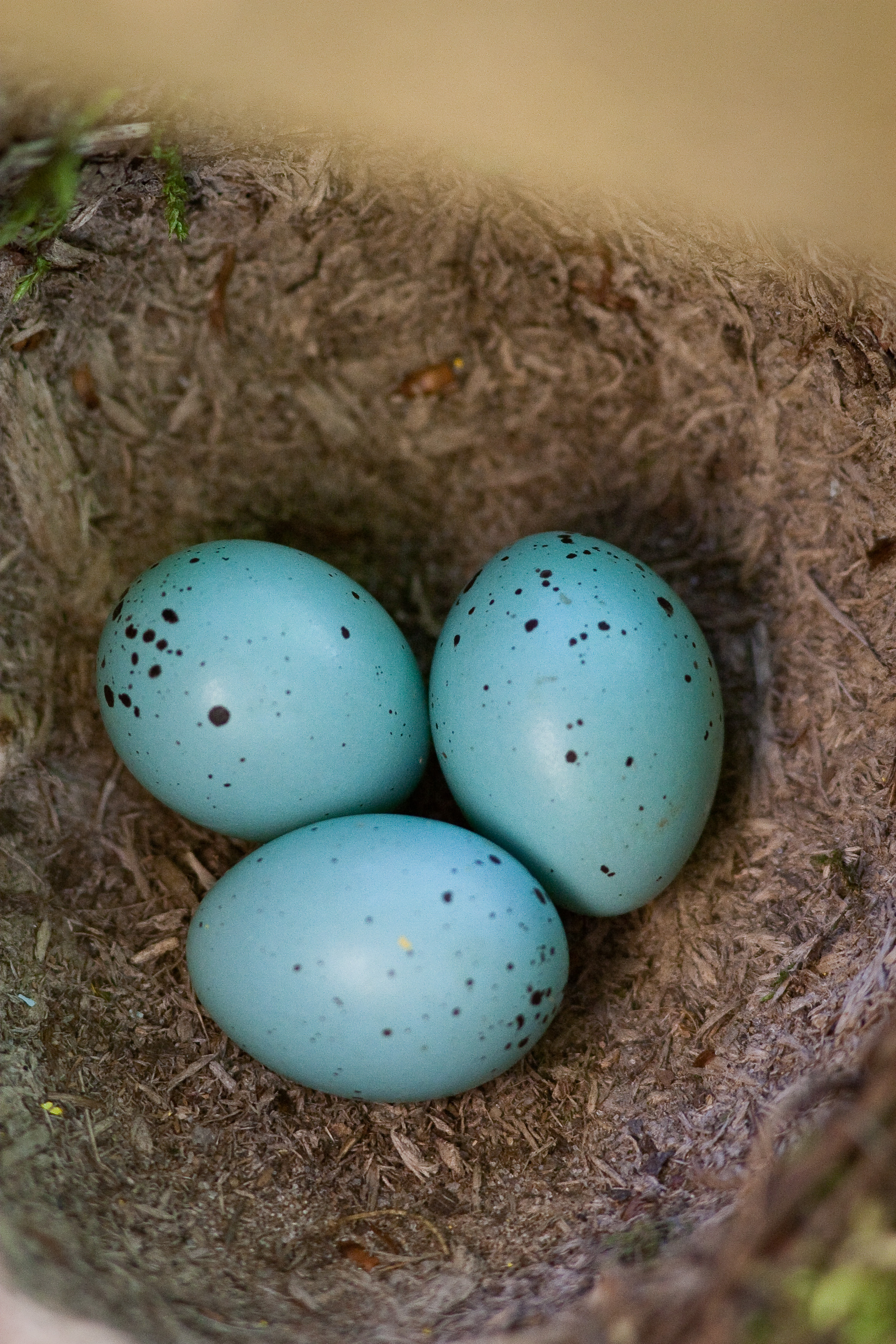

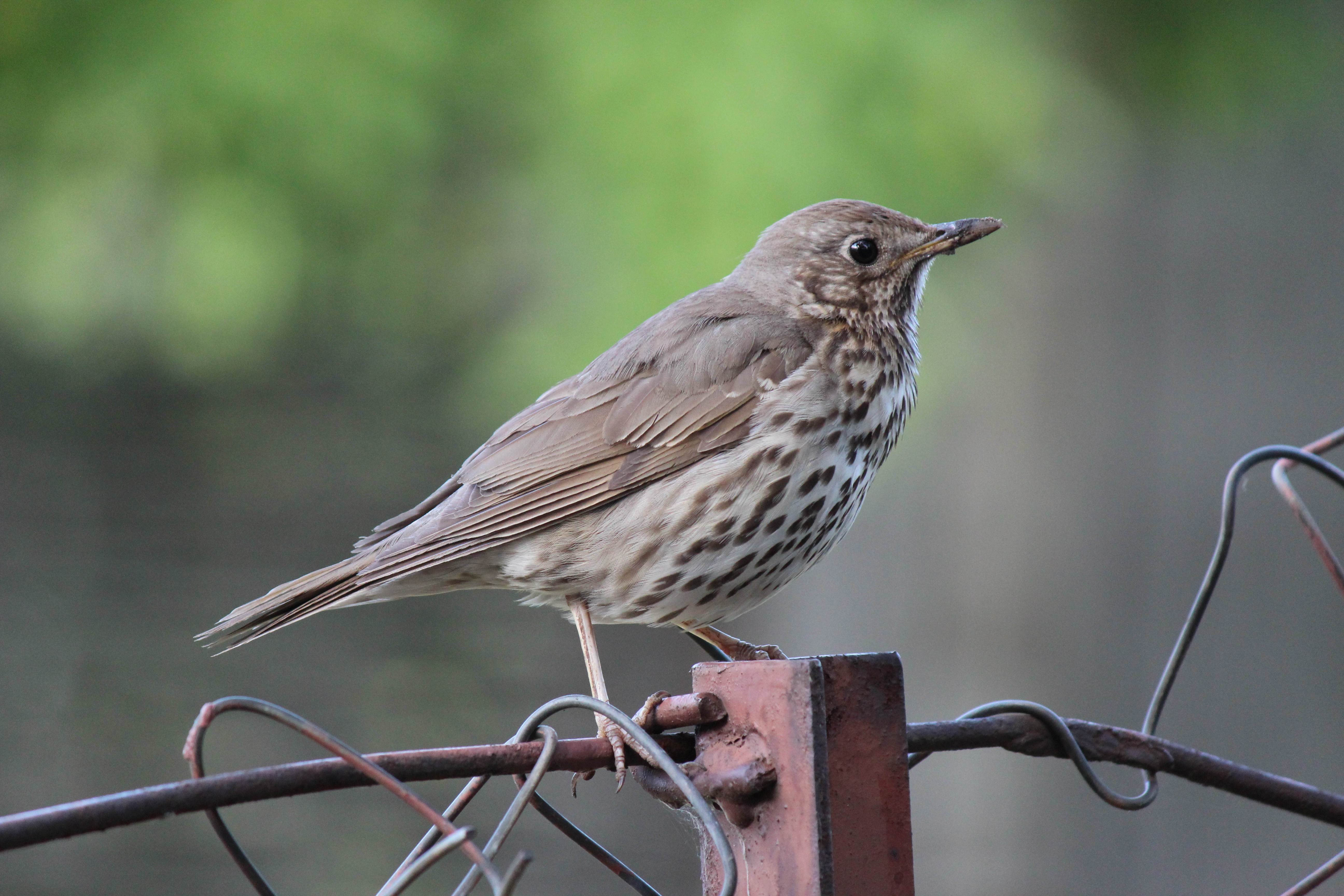
Певчий дрозд

Самки обычно появляются на неделю позже самцов. При появлении самки самец исполняет своеобразный ритуальный танец: взъерошивает перья, приопускают крылья и скачет вокруг самки. Если самка отвечает самцу таким же танцем, то составляется пара. Ещё через неделю начинается постройка гнёзд, место для которых выбирает самка. Из всех деревьев для гнёзд они предпочитают хвойные — небольшие ели, можжевельники. На земле, в кучах хвороста гнездятся значительно реже, чем белобровики, но основная масса гнёзд расположена не высоко: от 0 до 3 м.
Гнездо похоже на гнёзда других дроздов: так же имеет чашеобразную форму, и сделано из сухих стеблей травянистых растений, иногда попадается мох, лишайники, тонкие прутики. Гнездо обильно скреплено землёй. От гнёзд других дроздов оно отличается тем, что его стенки изнутри гладко обмазаны глиной с примесью древесной трухи, всё это ещё смочено клейкой слюной, и в результате гнездо как будто оштукатурено. От гнезда чёрного дрозда оно отличается полным отсутствием подстилки. Кроме того, в целом оно значительно легче гнёзд других дроздов — в результате певчий дрозд более требователен при расположении гнезда к надёжной маскировке, нежели к хорошей опоре. При строительстве гнезда самка сначала определяет форму гнезда, вращаясь попеременно на куче гнездового материала в разные стороны, и после этого к постройке подключается самец. Яйца откладываются от начала до конца мая. Основная масса яиц первых кладок откладывается в конце 1 декады мая. Некоторые пары делают 2 кладки, 2 кладку откладывают в 1-2 декадах июня. Яиц в основном 5, от 3 до 6 яиц. Яйца ярко-голубые, с немногочисленными тёмными крапинками. Это резко отличает его яйца от яиц других дроздов.